# Liste der Monuments historiques in Noiron-sur-Seine
Die Liste der Monuments historiques in Noiron-sur-Seine führt die Monuments historiques in der französischen Gemeinde Noiron-sur-Seine auf.

## Liste der Immobilien
| Bezeichnung                 | Beschreibung                    | Standort             | Kennzeichnung | Schutzstatus   | Datum     | Bild           |
| --------------------------- | ------------------------------- | -------------------- | ------------- | -------------- | --------- | -------------- |
| Kirche St-Pierre-et-St-Paul | ab dem 12. oder 13. Jahrhundert | Rue des Crots (Lage) | PA00112570    | Classé Inscrit | 1965 2024 | weitere Bilder |

## Liste der Objekte
| Bezeichnung                                         | Beschreibung | Standort                                  | Kennzeichnung | Schutzstatus | Datum | Bild |
| --------------------------------------------------- | --- | ----------------------------------------- | ------------- | ------------ | ----- | ---- |
| Skulptur eines Heiligen mit Buch                    | Aufsatz eines Prozessionsstabs; Holz, farbig gefasst und vergoldet, um 1700; im Musée d’art sacré de Dijon deponiert         | in der Kirche St-Pierre-et-St-Paul (Lage) | PM21001629    | Classé       | 1919  |      |
| Skulptur Madonna mit Kind                           | Kalkstein, farbig gefasst, um 1400                                                                                           | in der Kirche St-Pierre-et-St-Paul (Lage) | PM21001630    | Classé       | 1964  |      |
| Relief Christus, die zwölf Apostel und zwei Heilige | Kalkstein, farbig gefasst, bezeichnet 1485                                                                                   | in der Kirche St-Pierre-et-St-Paul (Lage) | PM21001631    | Classé       | 1964  |      |
| Wandgemälde Lactatio des heiligen Bernhard          | aus dem 16. Jahrhundert | in der Kirche St-Pierre-et-St-Paul (Lage) | PM21001632    | Classé       | 1965  |      |
| Skulptur Madonna mit Kind unter Baldachin           | Holz, farbig gefasst und vergoldet, zweite Hälfte des 18. Jahrhunderts, Antoine Besançon zugeschrieben                       | in der Kirche St-Pierre-et-St-Paul (Lage) | PM21001633    | Classé       | 1980  |      |
| Skulptur Heiliger Nikolaus                          | Aufsatz eines Prozessionsstabs; Holz, vergoldet, 17. Jahrhundert; im Musée d’art sacré de Dijon deponiert (links im Bild)    | in der Kirche St-Pierre-et-St-Paul (Lage) | PM21002657    | Classé       | 1919  |      |
| Skulpturengruppe Petrus und Paulus                  | Aufsatz eines Prozessionsstabs; Holz, vergoldet, 18. Jahrhundert; im Musée d’art sacré de Dijon deponiert (in der Bildmitte) | in der Kirche St-Pierre-et-St-Paul (Lage) | PM21002658    | Classé       | 1919  |      |
| Skulptur Heiliger Rochus                            | Aufsatz eines Prozessionsstabs; Holz, vergoldet, 18. Jahrhundert; im Musée d’art sacré de Dijon deponiert (rechts im Bild)   | in der Kirche St-Pierre-et-St-Paul (Lage) | PM21002659    | Classé       | 1919  |      |
| Skulptur Heilige Katharina von Alexandrien          | Aufsatz eines Prozessionsstabs; Holz, vergoldet, 18. Jahrhundert; im Musée d’art sacré de Dijon deponiert (rechts im Bild)   | in der Kirche St-Pierre-et-St-Paul (Lage) | PM21002660    | Classé       | 1919  |      |